# Ministro Andreazza
Ministro Andreazza is een gemeente in de Braziliaanse deelstaat Rondônia. De gemeente telt 10.572 inwoners (schatting 2009).